# Longastrino
Longastrino è una frazione di 1 930 abitanti dei comuni di Argenta e Alfonsine, rispettivamente afferenti alla provincia di Ferrara e a quella di Ravenna.

## Origine del nome
Secondo una comune interpretazione, il nome del paese è strettamente legato alla sua posizione geografica (la bassa pianura prossima alle valli di Comacchio), o in conseguenza della via fluviale lungo la quale sorse: il Po di Primaro.
«Longastrino» potrebbe derivare da "lungo le strine" (long-a-strino) ovvero le strisce di terreno (dossi o bari, come si può leggere in una cartina del XIX secolo) che emergevano dalla valle (chiamati in romagnolo bar o dòs), i luoghi per l'appunto dove sorsero i primi insediamenti. La diversità di denominazione non è chiaro da cosa dipenda, se dalla morfologia o dal fatto che un tipo affiorava e scompariva a seconda del livello della valle mentre l'altro rimaneva sempre fuori acqua.
Un'altra possibilità (più plausibile per altro) è che il nome possa indicare una località (per l'epoca un insieme di capanne) posizionate, "....longe austrini Padus ("lungo il Po di Ostro")... datosi che il Po di Primaro anticamente si chiamava Austrini Padus (Po di Ostro) essendo il braccio più a sud (ostro) del Po". Ancora oggi infatti, la zona compresa fra la "strada alta", la via provinciale in comune di Argenta, e la "strada bassa" in comune di Alfonsine, che sono quanto rimane degli antichi argini del Po di Primaro, è ancora chiamata "Po vecchio", indicando chiaramente l'alveo dove scorreva il Po di Primaro o Po di Ostro. Anche il vento che spira da sud preciso è indicato nella rosa dei venti come "Ostro" o "Austro".

## Storia
Uno dei documenti più antichi che cita Longastrino è del 9 maggio 1082: in esso un certo Giovanni Carbone e la moglie Borgia diedero in enfiteusi alla corporazione dei pescatori, o Casa Matha di Ravenna, ciò che essi possedevano in "valle Uzverti et longastrino". Tuttavia un documento più antico, datato 25 settembre 1022, in cui il vescovo di Ravenna Eriberto (1019 - 1027), concesse "longariam terrae non longe ab Eclesia S.Maria in Filum..." (una striscia di terra non lontano dalla chiesa di S. Maria in Filo), considerando che a quei tempi l'insieme dei villaggi di Humana, Fossa Patula, Longastrinus et Filus erano identificati come "... Ripa fili...", la "longariam terrae" potrebbe essere l'insediamento di Longastrino, vedasi lo scritto di Flavio Biondo (1392-1463) in cui  "...in ea ripa Padi frequentes et prope contigui intra viginti mila sunt vici: Humane, Fossa Patula, Longastrinus, Filus a Padi rectitudine mila sex...". A testimonianza della remota presenza dell'uomo nel territorio, sono stati ritrovati nelle vicinanze dell'odierno paese, in zona Boccagrande, resti di insediamenti neolitici, palafitticoli ed etruschi riconducibili alla antica Spina.
Storicamente l'abitato di Longastrino si è espanso attorno alla chiesa di San Giuliano (eretta nel XVI secolo) distrutta dal bombardamento degli alleati nell'aprile 1945. È solo dopo la seconda guerra mondiale però, che il territorio ha subito le modifiche che ne hanno poi determinato l'attuale configurazione: una lunga striscia di abitazioni lungo i due lati della strada principale
La particolarità del paese, però, riguarda soprattutto la sua collocazione geografica e politica, che lo vede diviso fra i comuni di Alfonsine ed Argenta, nonché tra le province di Ravenna e di Ferrara.

## Monumenti e luoghi d'interesse
- Chiesa di San Giuliano Martire

## Economia
Il settore economico più rilevante è storicamente quello dell'agricoltura: Tra il XV e il XX secolo erano presenti sulla quasi totalità del territorio coltivazioni di riso, fragole ed alberi da frutto, che verso la fine del XX secolo hanno poi lasciato spazio a colture intensive di frumento, barbabietole, meloni, cocomeri, ma soprattutto di pomodori.
Dagli anni '60/'70 il territorio è inoltre sede di importanti industrie metalmeccaniche.